# 宝永
宝永（、旧字体：寶永）は、日本の元号の一つ。元禄の後、正徳の前。1704年から1711年までの期間を指す。この時代の天皇は東山天皇、中御門天皇。江戸幕府将軍は徳川綱吉、徳川家宣。

## 改元
- 元禄17年3月13日（グレゴリオ暦1704年4月16日） 前年11月22日の元禄地震のため改元
- 宝永8年4月25日（グレゴリオ暦1711年6月11日） 正徳に改元

前回の元禄改元の際に霊元上皇が希望して幕府が拒絶した案だったが、今回の改元の際には朝廷の案と幕府の希望が合致しなかったために採用されたと言われている。貞享・元禄の改元の時には朝廷が出した最終案の候補2つが両方幕府から拒絶されて再提出した経緯があったために、今回は最終案の候補を7つとして幕府に提出したが全て拒絶された。このため、再提出の際には候補に挙がった22の案が出され、幕府も最終的には「宝永」を選ぶ事で事態を収拾させた。また、施行時にも京都市中への布告は改元から24日後の4月7日のことになり、近衛基煕を嘆かせた（当時、元号の施行権は幕府にあり、京都の朝廷から江戸の幕府への改元の告知→江戸城における公達→江戸から京都所司代への公達の通知→京都所司代から京都市中への布告の手続きを踏むことになっており、布告前に京都市民が新元号を使うことが禁じられていた）。

## 宝永年間の出来事
宝永4年（1707年）に南海トラフ巨大地震の一つで歴史上日本最大級と推定されている宝永地震（M8.4 - 8.6）が発生、その49日後には今日までにおける史上最後の富士山の噴火となった宝永大噴火が起きている。
※日付はいずれも旧暦。
- 元年
  - 4月24日　羽後・陸奥で地震、野代（現在の能代市周辺）で大被害。
- 2年　この年京都を中心にお蔭参りが大流行する。
  - 10月6日　徳川吉宗が紀州藩の第5代藩主に。
  - 12月15日　霧島連山の高千穂峰御鉢が噴火。
  - 12月　桜島が噴火。
- 3年
  - 1月11日　柳沢吉保が大老格に。
  - 7月9日　宝字銀の通用開始。
  - 10月16日　浅間山が噴火。
- 4年　「赤福」は、この年創業としている。
  - 7月12日　善光寺本堂が再建。
  - 10月4日　畿内・東海道・南海道を中心に推定マグニチュード8.4-9.3の大地震（宝永の大地震）・大津波。
  - 10月13日　札遣い禁止令、銀札の発行を禁止し50日以内に正貨との引替回収を命じる。
  - 11月23日　富士山の宝永大噴火が発生。宝永山が出現。江戸でも数センチメートルの降灰を記録。
- 5年
  - 閏1月7日 「諸国高役金令」を公布、宝永大噴火による灰除け金として石高100石に付き金2両を徴集。
  - 3月8日　京都で宝永の大火、禁裏をはじめ1万0351軒を焼失。
  - 3月21日　歌舞伎と人形芝居の興行権を巡る江戸奉行の裁きにより弾左衛門が敗訴（勝扇子事件）。
  - 4月1日　寳永通寳の通用開始。
  - 8月29日　イタリア人宣教師ジョバンニ・シドッチが屋久島に上陸し、捕らえられる。
  - 11月18日　浅間山が噴火。28日にも噴火。
- 6年
  - 1月4日　阿蘇山が噴火。
  - 1月17日　寳永通寳を流通不便を理由に通用停止。
  - 1月20日　5代将軍徳川綱吉の死去後10日で生類憐れみの令を廃止。
  - 2月3日　徳川家宣が将軍代替わりの諸費用について荻原重秀と新井白石から意見を伺う。
  - 3月14日　岩木山と三宅島が同じ日に噴火。
  - 3月21日　奈良東大寺大仏殿が再建。
  - 5月1日　徳川家宣に将軍宣下。
- 7年
  - 3月6日　永字銀の鋳造開始。
  - 3月15日　浅間山が噴火。
  - 4月2日　三ツ宝銀の鋳造開始
  - 4月15日　乾字金の通用開始。
- 8年
  - 2月26日　浅間山がまた噴火。

### 死去
- 2年
  - 5月18日　徳川綱教（紀州藩3代藩主）
  - 8月8日　徳川光貞（紀州藩2代藩主）
  - 9月8日　徳川頼職（紀州藩4代藩主）
- 5年10月24日　関孝和（数学者）
- 6年1月10日　徳川綱吉（幕府5代将軍）

## 西暦との対照表
※は小の月を示す。
| 宝永元年（甲申） | 一月      | 二月※   | 三月  | 四月※ | 五月    | 六月  | 七月※ | 八月  | 九月    | 十月※ | 十一月  | 十二月※  |           |
| ---------------- | --------- | ------- | ----- | ----- | ------- | ----- | ----- | ----- | ------- | ----- | ------- | -------- | --------- |
| グレゴリオ暦     | 1704/2/5  | 3/6     | 4/4   | 5/4   | 6/2     | 7/2   | 8/1   | 8/30  | 9/29    | 10/29 | 11/27   | 12/27    |           |
| ユリウス暦       | 1704/1/25 | 2/24    | 3/24  | 4/23  | 5/22    | 6/21  | 7/21  | 8/19  | 9/18    | 10/18 | 11/16   | 12/16    |           |
| 宝永二年（乙酉） | 一月      | 二月※   | 三月※ | 四月  | 閏四月※ | 五月  | 六月※ | 七月  | 八月    | 九月※ | 十月    | 十一月   | 十二月※   |
| グレゴリオ暦     | 1705/1/25 | 2/24    | 3/25  | 4/23  | 5/23    | 6/21  | 7/21  | 8/19  | 9/18    | 10/18 | 11/16   | 12/16    | 1706/1/15 |
| ユリウス暦       | 1705/1/14 | 2/13    | 3/14  | 4/12  | 5/12    | 6/10  | 7/10  | 8/8   | 9/7     | 10/7  | 11/5    | 12/5     | 1706/1/4  |
| 宝永三年（丙戌） | 一月      | 二月※   | 三月※ | 四月  | 五月※   | 六月※ | 七月  | 八月  | 九月※   | 十月  | 十一月  | 十二月   |           |
| グレゴリオ暦     | 1706/2/13 | 3/15    | 4/13  | 5/12  | 6/11    | 7/10  | 8/8   | 9/7   | 10/7    | 11/5  | 12/5    | 1707/1/4 |           |
| ユリウス暦       | 1706/2/2  | 3/4     | 4/2   | 5/1   | 5/31    | 6/29  | 7/28  | 8/27  | 9/26    | 10/25 | 11/24   | 12/24    |           |
| 宝永四年（丁亥） | 一月※     | 二月    | 三月※ | 四月※ | 五月    | 六月※ | 七月※ | 八月  | 九月※   | 十月  | 十一月  | 十二月   |           |
| グレゴリオ暦     | 1707/2/3  | 3/4     | 4/3   | 5/2   | 5/31    | 6/30  | 7/29  | 8/27  | 9/26    | 10/25 | 11/24   | 12/24    |           |
| ユリウス暦       | 1707/1/23 | 2/21    | 3/23  | 4/21  | 5/20    | 6/19  | 7/18  | 8/16  | 9/15    | 10/14 | 11/13   | 12/13    |           |
| 宝永五年（戊子） | 一月      | 閏一月※ | 二月  | 三月※ | 四月※   | 五月  | 六月※ | 七月※ | 八月    | 九月※ | 十月    | 十一月   | 十二月    |
| グレゴリオ暦     | 1708/1/23 | 2/22    | 3/22  | 4/21  | 5/20    | 6/18  | 7/18  | 8/16  | 9/14    | 10/14 | 11/12   | 12/12    | 1709/1/11 |
| ユリウス暦       | 1708/1/12 | 2/11    | 3/11  | 4/10  | 5/9     | 6/7   | 7/7   | 8/5   | 9/3     | 10/3  | 11/1    | 12/1     | 12/31     |
| 宝永六年（己丑） | 一月※     | 二月    | 三月  | 四月※ | 五月※   | 六月  | 七月※ | 八月※ | 九月    | 十月※ | 十一月  | 十二月   |           |
| グレゴリオ暦     | 1709/2/10 | 3/11    | 4/10  | 5/10  | 6/8     | 7/7   | 8/6   | 9/4   | 10/3    | 11/2  | 12/1    | 12/31    |           |
| ユリウス暦       | 1709/1/30 | 2/28    | 3/30  | 4/29  | 5/28    | 6/26  | 7/26  | 8/24  | 9/22    | 10/22 | 11/20   | 12/20    |           |
| 宝永七年（庚寅） | 一月※     | 二月    | 三月  | 四月※ | 五月    | 六月※ | 七月  | 八月※ | 閏八月※ | 九月  | 十月※   | 十一月   | 十二月※   |
| グレゴリオ暦     | 1710/1/30 | 2/28    | 3/30  | 4/29  | 5/28    | 6/27  | 7/26  | 8/25  | 9/23    | 10/22 | 11/21   | 12/20    | 1711/1/19 |
| ユリウス暦       | 1710/1/19 | 2/17    | 3/19  | 4/18  | 5/17    | 6/16  | 7/15  | 8/14  | 9/12    | 10/11 | 11/10   | 12/9     | 1711/1/8  |
| 宝永八年（辛卯） | 一月      | 二月    | 三月  | 四月※ | 五月    | 六月※ | 七月  | 八月※ | 九月※   | 十月  | 十一月※ | 十二月   |           |
| グレゴリオ暦     | 1711/2/17 | 3/19    | 4/18  | 5/18  | 6/16    | 7/16  | 8/14  | 9/13  | 10/12   | 11/10 | 12/10   | 1712/1/8 |           |
| ユリウス暦       | 1711/2/6  | 3/8     | 4/7   | 5/7   | 6/5     | 7/5   | 8/3   | 9/2   | 10/1    | 10/30 | 11/29   | 12/28    |           |